# Nockberge

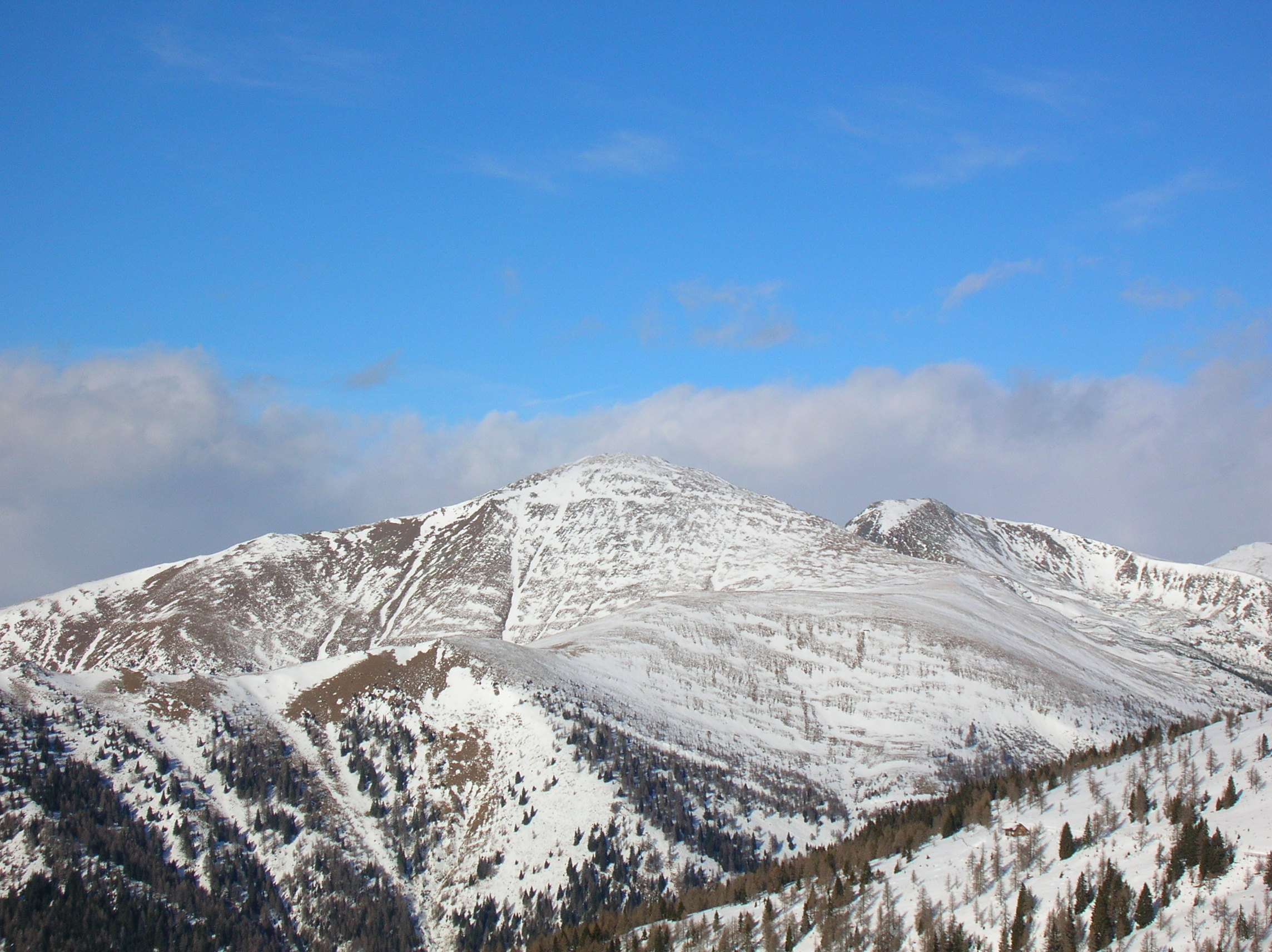
Grosser Rosenock v zimě

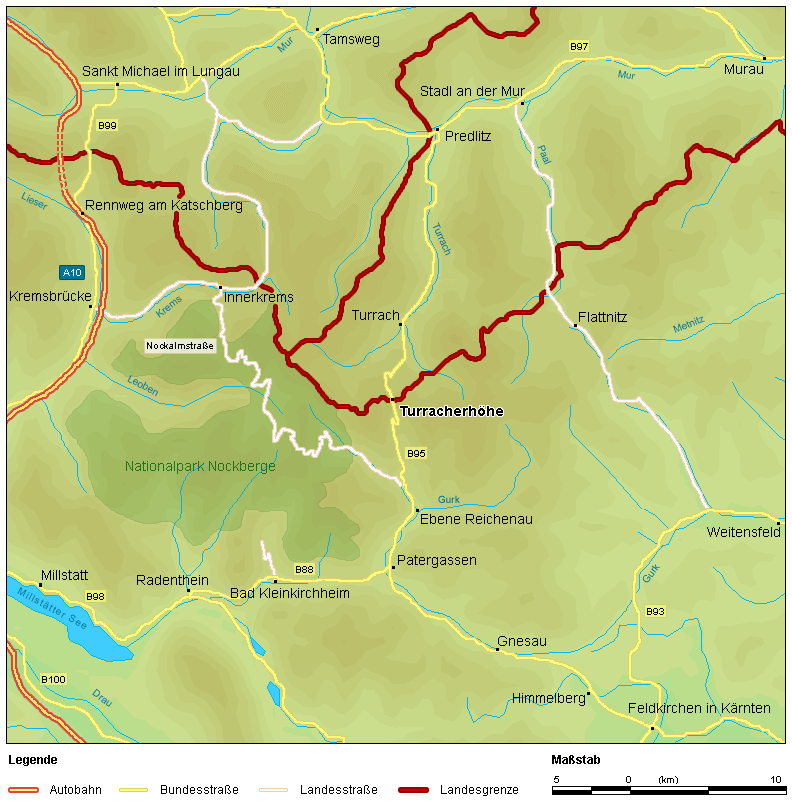
mapa Nockberge

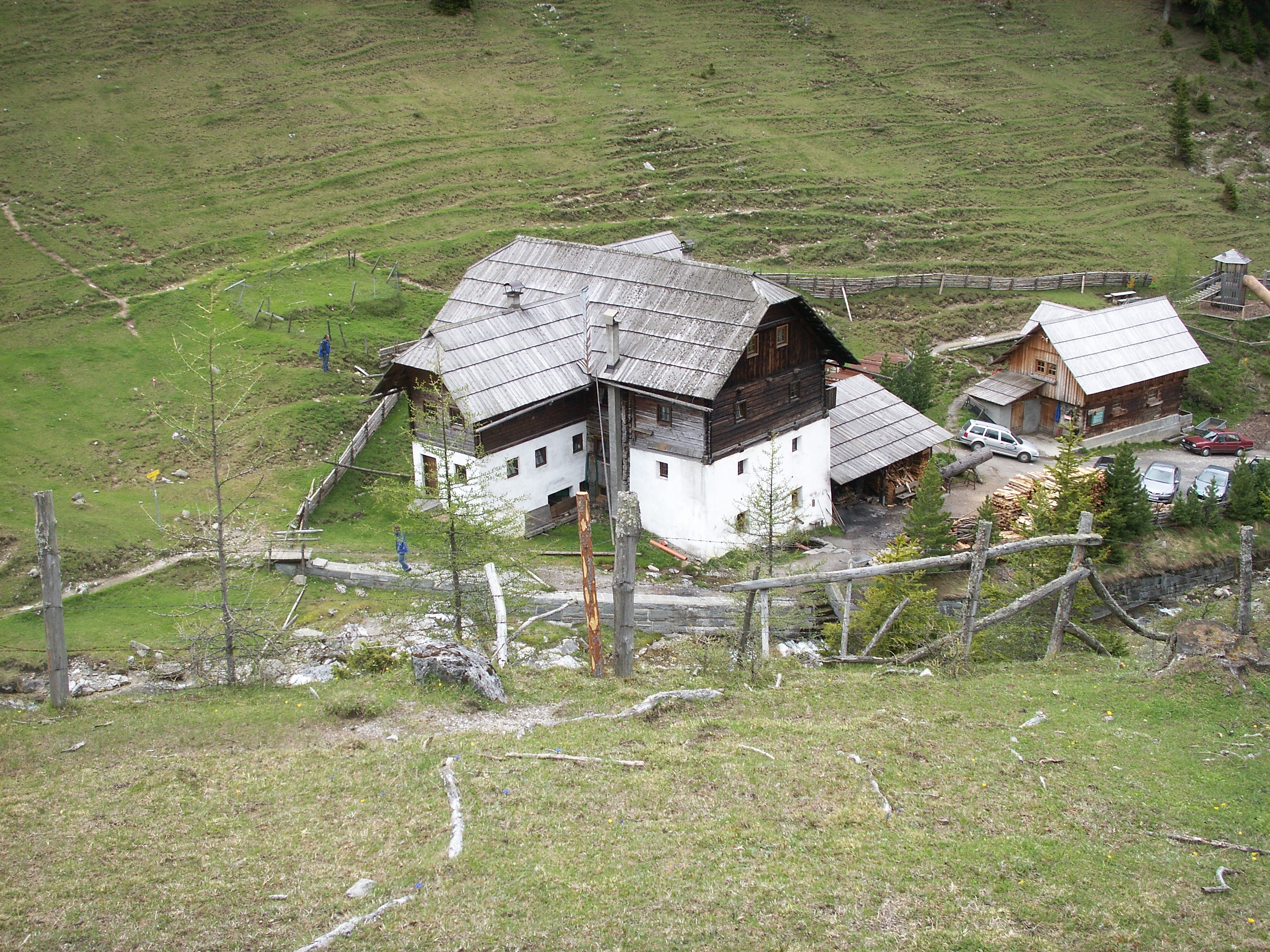
lázně Karlbad

Pohoří Nockberge (známé také jako Gurktalské Alpy, v překladu něco jako Knedlíkové hory) je rozlehlé horské pásmo ležící na jih od hlavního alpského hřebene. Nachází se ve spolkových zemích Korutany a Štýrsko, severozápadně od řeky Drau v Rakousku. Několik jeho horských celků je přirozeným horským zázemím větších korutanských měst jako je Spittal an der Drau, Villach a Klagenfurt. Pohoří je možné charakterizovat jako oblé, zelené kopce připomínající svými tvary Nízké Tatry či Roháče. Část hor se nalézá v národním parku Nockberge.

## Poloha
Na severu tvoří hranici dlouhé údolí zvané Lungau, kterým protéká řeka Mura. Na východě celou soustavu pohoří dělí od sousedních Lavanttalských Alp řeka Gurk. Jih odděluje od hraničních Villašských hor a Karavanek údolí Unterdrautal a jezero Ossiacher See. Západní hranici tvoří horský průsmyk Katschberg (1 641 m n. m.), kterým vede vysokohorská silnice.

## Členění
Nejvyšší skupinou je opuštěný a takřka liduprázdný masiv dlouhého hřebene Gurktaler Alpen s vrcholem Eisenhut (2 441 m n. m.). Na něj na severozápadě navazuje celek Nockberge (Grosser Rosenock, 2 440 m n. m.) připomínající svými holými a zelenými vrcholy některé z nižších slovenských pohoří. Jižně od Gurktaler Alpen leží menší a nižší hřeben Wimitzer Berge (Hocheck, 1 338 m n. m.), který je bohatě zalesněn. Další horskou skupinu pohoří nalezneme mezi jezery Ossiacher See a Milstätter See a je jí Afritzer Berge (Wöllaner Nock (2 145 m n. m.) Posledním horským celkem je skupina Metnitzer Berge s nejvyšším vrcholem Grobenzen (1 870 m n. m.) nacházející se jižně od řeky Mury.

### Nejvyšší vrcholy
- Eisenhut (2 441 m)
- Grosser Rosenock (2 440 m)
- Königsstuhl (2 336 m)
- Klomnock (2 331 m)
- Plattnock (2 316 m)
- Möschelitzen (2 310 m)
- Mallnock (2 226m),
- Wöllaner Nock (2 145 m).

## Ekologie
Biosférická rezervace Nockberge je od roku 2012 zapsána na seznamu světového dědictví UNESCO.
Biosférický park Nockalmhof (1700 m) vystavuje fosilie, interaktivní expozicí o netopýrech a 3D-film „Zelené ostrovy v proudu času“.

## Turismus
Pro svou mírně se svažující krajinu a kopce byly Nockberge odpradávna využívány k pastevectví a salašnictví. Celá staletí se zde lidé živili jako horníci a hutníci (železo, stříbro). Dnes je zde hlavním hospodářským odvětvím turismus. Hlavním turistickým sídlem oblasti jsou lázně Bad Kleinkirchheim. Vedle něho jsou také turisticky navštěvována města Turrach, Falkert, Afritz a Innerkrems. Oblast Nockberge je známa také svými léčivými prameny. Lázně Karlbad, ležící na trase Nockalmstrasse, jsou pokládány za nejstarší léčivé koupele v Rakousku. Metody koupelí a aplikace (pramenitá voda a horké kameny) se nemění už od 17. století. Pro velkou odlehlost zde také není zavedena elektřina.
V zimě jsou hory využívány hlavně skialpinisty a běžkaři pro nenáročný terén. V létě je zde rozvinutá pěší turistika a jízda na horských kolech. Placenou horskou silnici Nockalmstrasse využívají k rekreaci automobilisté, motocyklisté a jezdci na elektrokolech.
Oblast je bohatá na jezera (např. Wörthersee, Milstätter See, Ossiacher See, Turacher See, Egelsee, Brunnach See aj.) Ačkoliv leží ve vyšších nadmořských výškách, v létě je v nich voda teplá a čistá. Využívají se proto k plavání a dalším vodním sportům. V zimě se na nich upravují tratě pro dálkové bruslení.

## Dostupnost
Nejvýznamnější placená silnice vedoucí přímo středem Národního parku Nockberge je jistě Nockalmstrasse (otevřená v r. 1980), dosahující nadmořské výšky 2 040 m (otevřena 8 - 18 hod.). Jiná mýtná silnice vystupuje pozvolna až na vrchol Wöllaner Nock. Další placenou silnici najdeme u jezera Ossiacher See na vrchol Gerlitzen (1 909 m n. m., známé lyžařské středisko). Státní silnice č. 95, spojující města Tamsweg a Feldkirchen in Kärnten, překonává uprostřed masivu Gurktalských Alp silniční sedlo Turracher Höhe (lanovky, vleky, 1 783 m n. m.). Asi nejpoužívanější komunikací, vedoucí pohořím Nockberge, je silnice překonávající strmé až 16% stoupání k horskému středisku Katschberg ležícím ve stejnojmenném silničním sedle. Skrz tuto horu vede také dálniční tunel Katschbergtunnel (délka 5 439 m).